# Sinna clara
Sinna clara är en fjärilsart som beskrevs av Butler 1881. Sinna clara ingår i släktet Sinna och familjen trågspinnare. Inga underarter finns listade i Catalogue of Life.